# Золотурн
Вижте пояснителната страница за други значения на Золотурн.
Зо̀лотурн (на немски: Solothurn; на френски: Soleure, Сольо̀р, на италиански: Soletta, Солета) е град в Северозападна Швейцария. Главен административен център на кантон Золотурн и едноименния окръг Золотурн. Разположен е около река Аар на 55 km северно от столицата Берн. Старият град е строен през периода 1530 – 1792 г. Има жп гара. Населението му е 15 623 души по данни от преброяването през 2008 г.

## Спорт
Представителният футболен отбор на града се казва ФК Золотурн. Отборът има аматьорски статут

## Личности
Родени
- Урс Йеги (р. 1931), швейцарски писател и социолог